# Basilica di Sant'Eugenio

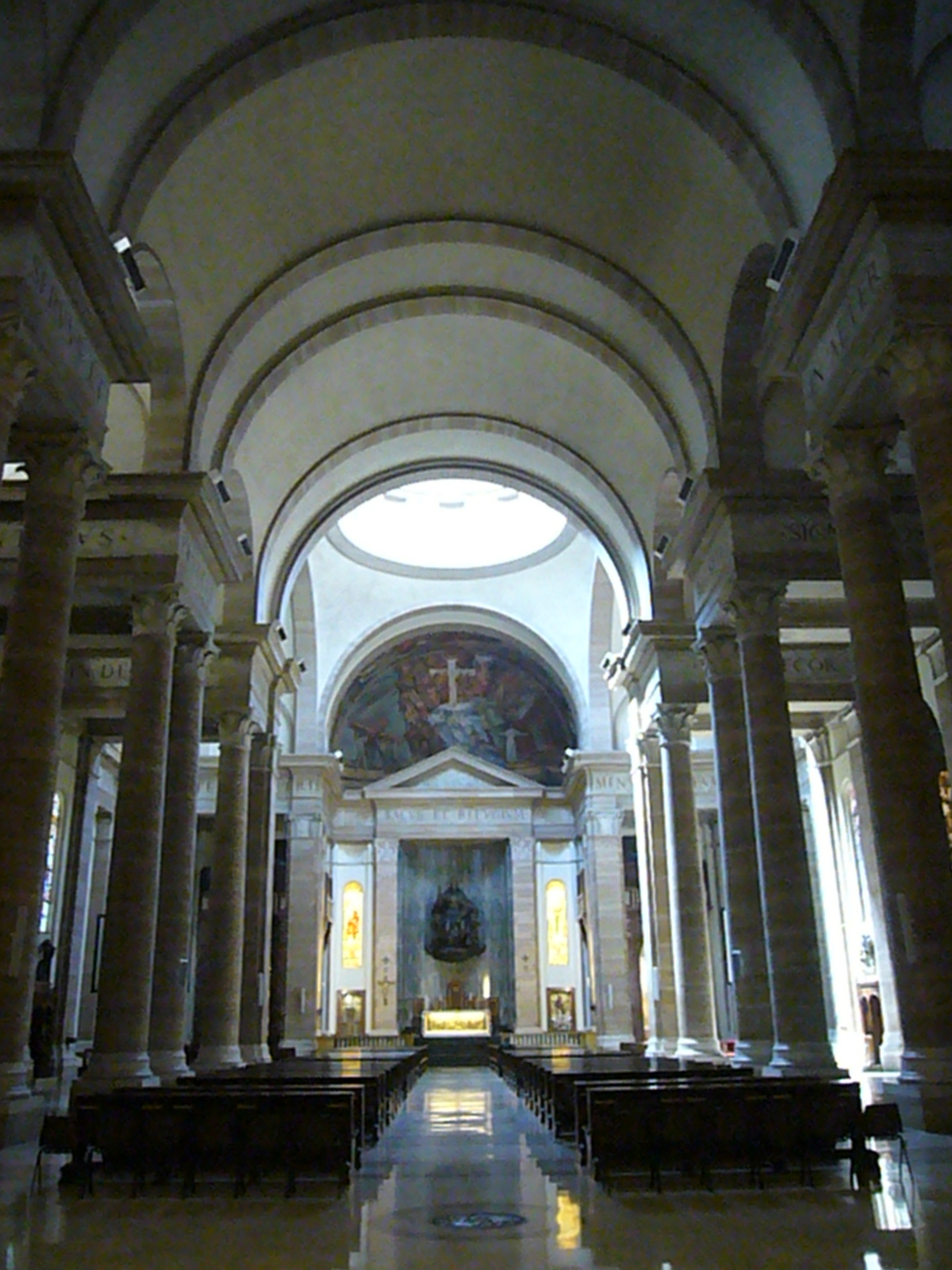
Sant'Eugenio, interno

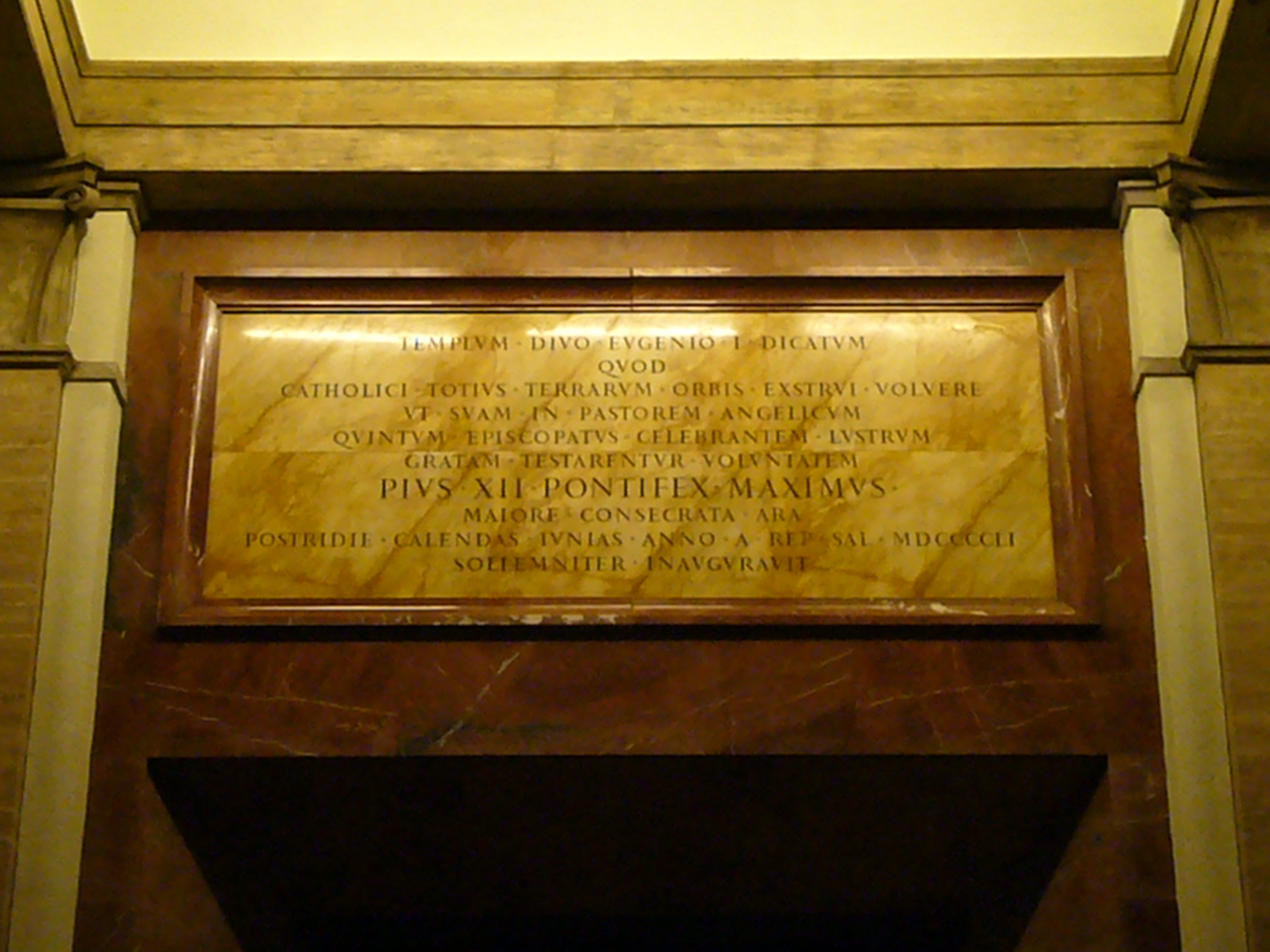
Epigrafe dedicatoria di Pio XII

La basilica di Sant'Eugenio è una chiesa di Roma, nel quartiere Pinciano, in via delle Belle Arti.

## Storia
Avvicinandosi il XXV anniversario della consacrazione episcopale di Pio XII, il Papa fece sapere che con i doni che gli erano stati preannunciati da parte di cattolici di tutto il mondo, egli voleva fare costruire una chiesa in un nuovo quartiere romano privo di chiesa parrocchiale.
La chiesa giubilare fu dedicata a sant’Eugenio, nome di battesimo di Papa Pacelli. La sua costruzione iniziò nel 1942 su progetto degli architetti Enrico Pietro Galeazzi e Mario Redini, e dopo l'interruzione dei lavori a causa della guerra fu ultimata nel 1951. La chiesa fu consacrata il 2 giugno 1951, festa di sant'Eugenio, dallo stesso papa Pio XII.
È parrocchia dal 1951 (eretta con il breve Petrianae navis del 16 marzo), ed affidata dal 1980 alla cura dei sacerdoti della prelatura personale dell'Opus Dei; dal 1960 ha il titolo cardinalizio di “Sant'Eugenio”. Il 23 maggio 1951 Pio XII ha elevato la chiesa a basilica minore, con il breve Honoris pastoralis.
Il 3 marzo 1986 la chiesa ha ricevuto la visita di papa Giovanni Paolo II.
Qui venne celebrato il "primo funerale" di Totò.

## Descrizione

### Arte e architettura
La chiesa, neobarocca, presenta una facciata in travertino con un alto portale al centro e due più bassi lateralmente. La facciata è suddivisa in due ordini. In quello inferiore vi sono sei lesene con capitelli in stile corinzio eclettico: sopra i due portali minori vi sono sculture che raffigurano le Allegorie della Giustizia e della Pace di Alessandro Monteleone. Nell'ordine superiore si trova una grande finestra con loggia, fiancheggiata dai Simboli dei quattro evangelisti di Francesco Nagni. Sulla sommità della cupola si trova una statua bronzea di A. Gerardi raffigurante San Michele arcangelo. Posteriormente è collocata la torre campanaria contenente otto campane in Si2 a battaglio cadente fuse dalla Fonderia Colbachini di Padova negli anni '50.
L'interno è a tre navate separate tra loro da colonne binate, con transetto, cinque cappelle laterali e un'alta cupola. Nella navata di sinistra si trovano le cappelle dedicate ai santi Nicola di Flüe, Caterina da Siena e Filippo Neri; tra le cappelle sono inserite le vetrate raffiguranti i santi papi Marcello I, Silvestro I e Damaso I. Nella navata di destra si trovano le cappelle dedicate ai santi Francesca Saverio Cabrini e Francesco d'Assisi, separate tra loro dalla vetrata raffigurante papa Gregorio VII.
Nel transetto si trovano altre vetrate dedicate ai santi papi Martino I e Ormisda a sinistra, e Leone IV e Agatone a destra. Ancora nel transetto sono collocati due importanti altari: a sinistra l'altare dedicato a Nostra signora di Fátima, offerto dalla Repubblica del Portogallo; a destra l'altare dedicato ai Santi Pietro e Paolo, donato dalla repubblica del Libano. A sinistra dell'altare maggiore è collocata la cappella del Santissimo Sacramento.
La chiesa è ricca di opere di un certo rilievo dell'arte italiana del Novecento, tra cui sono da menzionare:
- sulla facciata, incastrati entro riquadri nell'ordine superiore gli altorilievi dei quattro evangelisti di Francesco Nagni, e sui portali laterali nell'ordine inferiore, le figure della Pace e della Giustizia di Alessandro Monteleone;
- all'altare maggiore, la Statua bronzea di Sant'Eugenio di Attilio Selva;
- nell'abside, i mosaici raffiguranti Allegorie religiose di Ferruccio Ferrazzi;
- diversi bronzi disposti nelle cappelle laterali e raffiguranti santi italiani, tra cui Santa Francesca Saverio Cabrini di Pericle Fazzini, San Francesco d'Assisi di Domenico Rambelli, San Filippo Neri di Francesco Messina;
- opere pittoriche di pregio sono gli affreschi di Giuseppe Ceracchini nella cappella di San Giuseppe, due affreschi di Marcello Avenali nella cappella dei Santi Pietro e Paolo;
- le stazioni bronzee della Via Crucis di autori diversi: le prime quattro di Attilio Torresini, le tre successive di Alfredo Biagini, le tre seguenti di Antonio Berti, e le ultime quattro di Giacomo Manzù;
- due griglie bronzee di Pietro De Laurentiis, raffiguranti la prima degli angeli e la seconda delle pecorelle, nella sagrestia.
- alla destra della navata è presente una cappella dedicata a Sant'Agnese, con altare in marmo con dossale scolpito. Il rivestimento dell'intera superficie della cappella è in mosaico e sono presenti 6 candelabri in bronzo, tutto attribuibile allo scultore Venanzo Crocetti.

### Organo a canne
Nelle due cantorie ai lati del presbiterio, si trova l'organo a canne Mascioni opus 651 costruito nel 1950 e restaurato nel 2007 dalla stessa ditta. A trasmissione elettrica, ha tre tastiere di 61 note ciascuna ed una pedaliera di 32. Le canne sono così suddivise fra le due cantorie:
- sulla cantoria di sinistra vi sono le canne della prima e della seconda tastiera (rispettivamente Positivo e Grand'Organo e parte del Pedale;
- sulla cantoria di destra vi sono le canne della terza tastiera (Eco-Espressivo) e le restanti del pedale.

La consolle si trova sulla cantoria di sinistra.

## Curiosità
In questa chiesa vennero celebrati i funerali di Totò, di Antonello Falqui e della moglie del presidente della repubblica italiana Giuseppe Saragat.